# Вивијан Черијот
Вивијан Јапкемои Черијот (енгл. Vivian Jepkemoi Cheruiyot; Кеијо, Кенија, 11. септембар 1983) је кенијска атлетичарка, специјалиста за дуге стазе, која се углавном такмичи у дисциплинама трчања на 5.000 и 10.000 метара.
У трци на 5.000 метара је била афричка и двострука светска првакиња, а на Светском првенству 2011. године у Тегуу је освојила златне медаље и на 5.000 и на 10.000 м. Те године је проглашена за најбољу светску атлетичарку, а од стране Лауреус академије за спортисткињу године.
У Лондону 2012. је освојила прве олимпијске медаље, сребрну на 5.000 и бронзану на 10.000 метара.